# Record du monde de natation messieurs du 100 mètres papillon
Progression du record du monde de natation sportive messieurs pour l'épreuve du 100 mètres papillon en bassin de 50 et 25 mètres et du 100 yards papillon.

## Bassin de 50 mètres
| Temps        | Athlète          | Naissance | Âge | Nationalité          | Compétition                    | Lieu              | Date              |
| ------------ | ---------------- | --------- | --- | -------------------- | ------------------------------ | ----------------- | ----------------- |
| 1 min 04 s 3 | György Tumpek    |           |     | Hongrie              |                                | Budapest          | 31 mai 1953       |
| 1 min 03 s 7 | György Tumpek    |           |     | Hongrie              |                                | Budapest          | 8 mai 1954        |
| 1 min 02 s 3 | György Tumpek    |           |     | Hongrie              |                                | Budapest          | 1er août 1954     |
| 1 min 02 s 1 | György Tumpek    |           |     | Hongrie              |                                | Székesfehérvár    | 20 novembre 1954  |
| 1 min 02 s 0 | György Tumpek    |           |     | Hongrie              |                                | Budapest          | 21 décembre 1954  |
| 1 min 01 s 5 | Albert Wiggins   |           |     | États-Unis           |                                | New Haven         | 2 avril 1955      |
| 1 min 03 s 4 | György Tumpek    |           |     | Hongrie              |                                | Budapest          | 26 mai 1957       |
| 1 min 01 s 5 | Takashi Ishimoto | 1935      | 22  | Japon                |                                | Kurume            | 16 juin 1957      |
| 1 min 01 s 3 | Takashi Ishimoto | 1935      | 22  | Japon                |                                | Tokyo             | 7 juillet 1957    |
| 1 min 01 s 2 | Takashi Ishimoto | 1935      | 22  | Japon                |                                | Kurume            | 6 septembre 1957  |
| 1 min 01 s 1 | Takashi Ishimoto | 1935      | 23  | Japon                |                                | Los Angeles       | 29 juin 1958      |
| 1 min 01 s 0 | Takashi Ishimoto | 1935      | 23  | Japon                |                                | Kochi             | 14 septembre 1958 |
| 59 s 0       | Lance Larson     | 1940      | 20  | États-Unis           |                                | Los Angeles       | 26 juin 1960      |
| 58 s 7       | Lance Larson     | 1940      | 20  | États-Unis           |                                | Toledo            | 24 juillet 1960   |
| 58 s 6       | Fred Schmidt     |           |     | États-Unis           |                                | Los Angeles       | 20 août 1961      |
| 58 s 4       | Luis Nicolao     |           |     | Argentine            |                                | Rio de Janeiro    | 24 avril 1962     |
| 57 s 0       | Luis Nicolao     |           |     | Argentine            |                                | Rio de Janeiro    | 27 avril 1962     |
| 56 s 3       | Mark Spitz       | 1950      | 17  | États-Unis           |                                | Winnipeg          | 31 juillet 1967   |
| 55 s 7       | Mark Spitz       | 1950      | 17  | États-Unis           |                                | Berlin-Ouest      | 7 octobre 1967    |
| 55 s 6       | Mark Spitz       | 1950      | 18  | États-Unis           |                                | Long Beach        | 30 août 1968      |
| 55 s 0       | Mark Spitz       | 1950      | 21  | États-Unis           |                                | Houston           | 25 août 1971      |
| 54 s 72      | Mark Spitz       | 1950      | 22  | États-Unis           |                                | Chicago           | 4 août 1972       |
| 54 s 56      | Mark Spitz       | 1950      | 22  | États-Unis           |                                | Chicago           | 4 août 1972       |
| 54 s 27      | Mark Spitz       | 1950      | 22  | États-Unis           | Jeux olympiques 1972           | Munich            | 31 août 1972      |
| 54 s 18      | Joe Bottom       |           |     | États-Unis           |                                | Berlin-Est        | 27 août 1977      |
| 54 s 15      | Pär Arvidsson    |           |     | Suède                |                                | Austin            | 11 avril 1980     |
| 53 s 81      | William Paulus   |           |     | États-Unis           |                                | Austin            | 3 avril 1981      |
| 53 s 44      | Matt Gribble     |           |     | États-Unis           |                                | Clovis            | 6 août 1983       |
| 53 s 38      | Pablo Morales    |           |     | États-Unis           |                                | Indianapolis      | 26 juin 1984      |
| 53 s 08      | Michael Gross    | 1964      | 20  | Allemagne de l'Ouest | Jeux olympiques 1984           | Los Angeles       | 30 juillet 1984   |
| 52 s 84      | Pablo Morales    |           |     | États-Unis           |                                | Orlando (Floride) | 23 juin 1986      |
| 52 s 32      | Denis Pankratov  | 1974      | 21  | Russie               | Championnats d'Europe 1995     | Vienne (Autriche) | 23 août 1995      |
| 52 s 27      | Denis Pankratov  | 1974      | 22  | Russie               | Jeux olympiques 1996           | Atlanta           | 24 juillet 1996   |
| 52 s 15      | Michael Klim     | 1977      | 20  | Australie            |                                | Brisbane          | 9 octobre 1997    |
| 52 s 03      | Michael Klim     | 1977      | 22  | Australie            |                                | Canberra          | 10 décembre 1999  |
| 51 s 81      | Michael Klim     | 1977      | 22  | Australie            |                                | Canberra          | 12 décembre 1999  |
| 51 s 76      | Andriy Serdinov  | 1982      | 21  | Ukraine              | Championnats du monde 2003 (d) | Barcelone         | 25 juillet 2003   |
| 51 s 47      | Michael Phelps   | 1985      | 18  | États-Unis           | Championnats du monde 2003 (d) | Barcelone         | 25 juillet 2003   |
| 50 s 98      | Ian Crocker      | 1982      | 22  | États-Unis           | Championnats du monde 2003 (f) | Barcelone         | 26 juillet 2003   |
| 50 s 76      | Ian Crocker      | 1982      | 22  | États-Unis           |                                | Long Beach        | 13 juillet 2004   |
| 50 s 40      | Ian Crocker      | 1982      | 23  | États-Unis           | Championnats du monde 2005     | Montréal          | 30 juillet 2005   |
| 50 s 22      | Michael Phelps   | 1985      | 24  | États-Unis           | Championnats États-Unis (f)    | Indianapolis      | 9 juillet 2009    |
| 50 s 01      | Milorad Čavić    | 1984      | 25  | Serbie               | Championnats du monde (d)      | Rome              | 31 juillet 2009   |
| 49 s 82      | Michael Phelps   | 1985      | 24  | États-Unis           | Championnats du monde (f)      | Rome              | 1er août 2009     |
| 49 s 50      | Caeleb Dressel   | 1996      | 22  | États-Unis           | Championnats du monde (d)      | Gwangju           | 26 juillet 2019   |
| 49 s 45      | Caeleb Dressel   | 1996      | 24  | États-Unis           | Jeux olympiques (f)            | Tokyo             | 31 juillet 2021   |

## Bassin de 25 mètres
| Temps   | Athlète            | Naissance | Âge | Nationalité          | Compétition                       | Lieu        | Date             |
| ------- | ------------------ | --------- | --- | -------------------- | --------------------------------- | ----------- | ---------------- |
| 51 s 93 | Denis Pankratov    | 1974      | 23  | Russie               | Coupe du monde                    | Imperia     | 5 février 1997   |
| 51 s 78 | Denis Pankratov    | 1974      | 23  | Russie               | Coupe du monde                    | Paris       | 7 février 1997   |
| 51 s 16 | Michael Klim       | 1977      | 21  | Australie            | Coupe du monde                    | Sydney      | 22 janvier 1998  |
| 51 s 07 | Michael Klim       | 1977      | 21  | Australie            | Coupe du monde                    | Sydney      | 22 janvier 1998  |
| 51 s 02 | James Hickman      | 1976      | 22  | Royaume-Uni          | Championnats d'Europe             | Sheffield   | 13 décembre 1998 |
| 50 s 99 | Michael Klim       | 1977      | 22  | Australie            |                                   | Canberra    | 2 septembre 1999 |
| 50 s 59 | Lars Frölander     | 1974      | 26  | Suède                | Championnats du monde             | Athènes     | 16 mars 2000     |
| 50 s 44 | Lars Frölander     | 1974      | 26  | Suède                | Championnats du monde             | Athènes     | 17 mars 2000     |
| 50 s 26 | Thomas Rupprath    | 1977      | 24  | Allemagne            | Championnats d'Europe             | Anvers      | 14 décembre 2001 |
| 50 s 10 | Thomas Rupprath    | 1977      | 24  | Allemagne            | Coupe du monde                    | Berlin      | 27 janvier 2002  |
| 50 s 02 | Milorad Čavić      | 1984      | 19  | Serbie-et-Monténégro | Championnats d'Europe             | Dublin      | 12 décembre 2003 |
| 49 s 77 | Ian Crocker        | 1982      | 22  | États-Unis           | Championnats NCAA                 | East Meadow | 26 mars 2004     |
| 49 s 07 | Ian Crocker        | 1982      | 22  | États-Unis           | Championnats NCAA                 | East Meadow | 26 mars 2004     |
| 48 s 99 | Evgeny Korotyshkin | 1983      | 26  | Russie               | Coupe du monde (f)                | Moscou      | 7 novembre 2009  |
| 48 s 48 | Evgeny Korotyshkin | 1983      | 26  | Russie               | Coupe du monde (f)                | Berlin      | 15 novembre 2009 |
| 48 s 44 | Chad le Clos       | 1992      | 22  | Afrique du Sud       | Championnats du monde (f)         | Doha        | 4 décembre 2014  |
| 48 s 08 | Chad le Clos       | 1992      | 24  | Afrique du Sud       | Championnats du monde (f)         | Windsor     | 8 décembre 2016  |
| 47 s 78 | Caeleb Dressel     | 1996      | 24  | États-Unis           | International Swimming League (f) | Budapest    | 21 novembre 2020 |
| 47 s 71 | Noè Ponti          | 2001      | 23  | Suisse               | Championnats du monde (f)         | Budapest    | 14 décembre 2024 |

## 100 yards papillon
| Temps   | Athlète         | Naissance | Âge | Nationalité                    | Compétition           | Lieu | Date         |
| ------- | --------------- | --------- | --- | ------------------------------ | --------------------- | ---- | ------------ |
| 44 s 57 | Albert Subirats | 1986      | 22  | Venezuela Université d'Arizona | Championnats NCAA (f) |      | 16 mars 2007 |